# Истинноречие

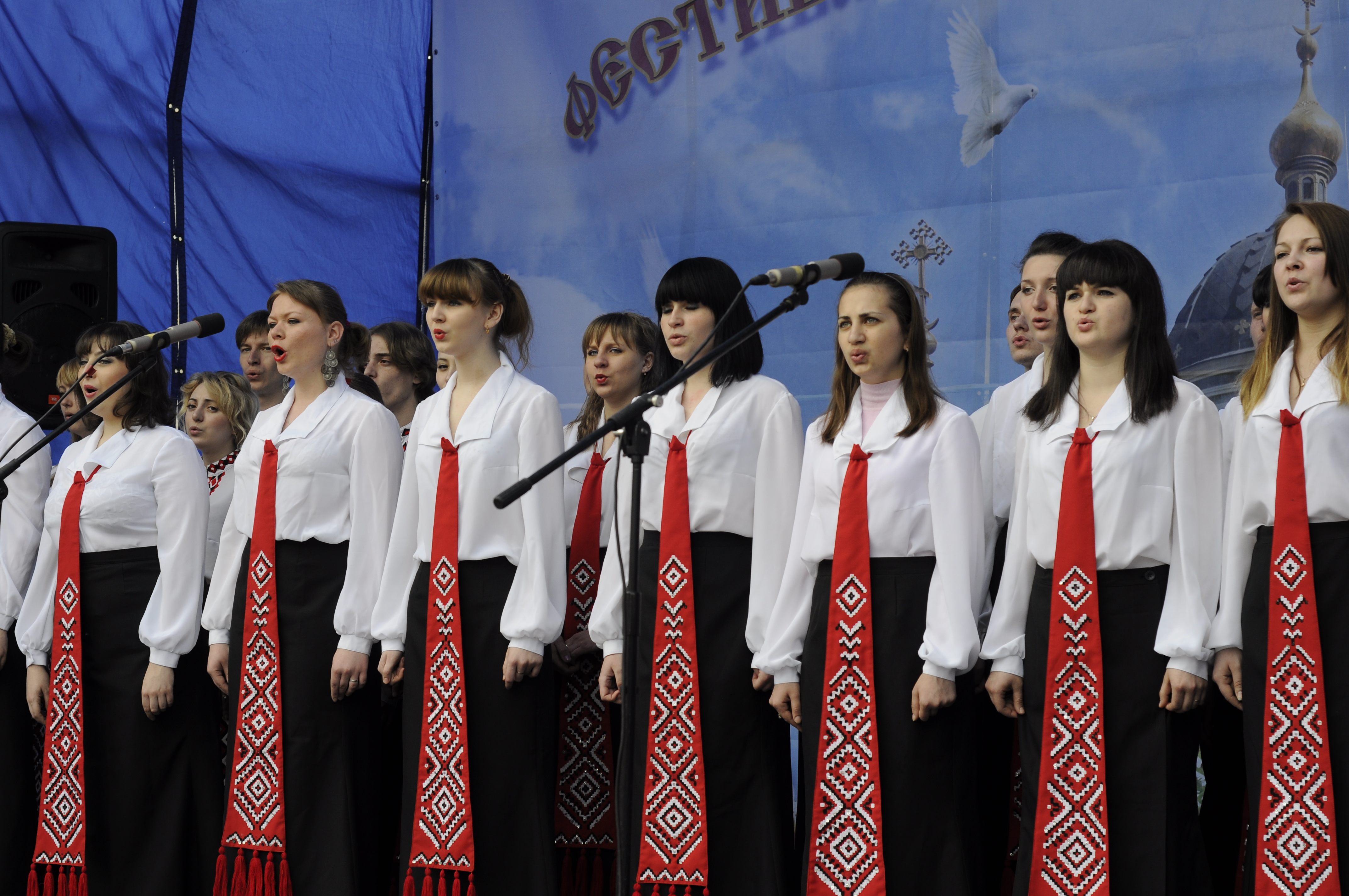
Православный хор

Истинноречие, или истинноречное пение — один из видов русского церковного пения.
Истинноречие исторически было разделено на старое и новое. Эпоха старого истинноречия длилась от XI до середины или до конца XIV века.
Пение одноголосное; нотация состояла из безлинейных знаков, называвшихся знаменами, а позднее крюками (см. Знаменное пение). Музыкальные знаки не вполне точно определяли высоту и длительность нот. Нотная запись служила скорее средством для напоминания певцу уже знакомой ему мелодии, знание которой приобреталось более понаслышке. Текст был славянский, а иногда греческий. В славянском полугласные буквы пелись как слоги, что видно из нотных знаков, поставленных над ними.
За этой эпохой следует эпоха раздельноречия (хомового пения), в котором используется произнесение слов со введением между согласными и после заключительной согласной дополнительных гласных.
В XVII веке в православном церковном пении наступила эпоха нового истинноречия. В 1652 году был издан царский указ Алексея Михайловича, которым предписывалось введение во всех церквях Русского царства истинноречного пения. Особое собрание (комиссия) дидаскалов (экспертов в области дидактики) работало над искоренением искажений (заменой «на речь»), вкравшихся в церковное пение и текст в эпоху раздельноречия, в которой полугласные заменялись гласными. По сличении нотных книг с документами XIII и даже XII века, первые были исправлены, и пользование ими было утверждено Большим Московским собором в 1667 году. В эту эпоху пользовались уже линейной нотной системой.